# Annuita
Annuita (ang. annuity) – forma spłaty kredytu, pożyczki lub leasingu, polegająca na tym, że klient spłaca swe zobowiązanie w równych płatnościach w każdym okresie spłaty raty.
Gdy oprocentowanie kredytu jest stałe przez cały okres umowy kredytowej, wysokość rat w trakcie trwania okresu kredytowania wyznaczana jest według wzoru:
|  |  | {\displaystyle R=K\cdot {\frac {p(1+p)^{n}}{(1+p)^{n}-1}},} |  | (1) |

gdzie:
- {\displaystyle R} – płatność ratalna,
- {\displaystyle K} – kwota kredytu,
- {\displaystyle p} – wysokość oprocentowania kredytu (dla jednego okresu n),
- {\displaystyle n} – liczba rat.

## Przykład
Bank udzielił kredytu w wysokości 2000 zł na okres jednego roku, przy rocznej stopie procentowej 12% i miesięcznym naliczaniu odsetek. Spłata będzie się odbywać zatem w ciągu 12 okresów. Oprocentowanie w jednym okresie wynosi:
{\displaystyle p={\frac {12\%}{12}}=1\%=0,01.}
Podstawiając do wzoru(1):
{\displaystyle R=2000\ \mathrm {zl} \cdot {\frac {0{,}01(1+0{,}01)^{12}}{(1+0{,}01)^{12}-1}}\approx 2000\ \mathrm {zl} \cdot 0{,}088849\approx 177{,}70\ \mathrm {zl} .}
Aby kredyt był spłacany w równych comiesięcznych ratach, jedna rata musi wynosić 177,70 zł. Przykładowy plan spłaty kredytu w oparciu o wyliczoną ratę:
| Okres | Zadłużenie | Odsetki | Rata     |
| ----- | ---------- | ------- | -------- |
| 1     | 2.000,00   | 20,00   | 177,70   |
| 2     | 1.842,30   | 18,42   | 177,70   |
| 3     | 1.683,02   | 16,83   | 177,70   |
| 4     | 1.522,15   | 15,22   | 177,70   |
| 5     | 1.359,67   | 13,60   | 177,70   |
| 6     | 1.195,57   | 11,96   | 177,70   |
| 7     | 1.029,83   | 10,30   | 177,70   |
| 8     | 862,43     | 8,62    | 177,70   |
| 9     | 693,35     | 6,93    | 177,70   |
| 10    | 522,58     | 5,23    | 177,70   |
| 11    | 350,11     | 3,50    | 177,70   |
| 12    | 175,91     | 1,76    | 177,67   |
| Suma  |            | 132,37  | 2.132,37 |

## Korekty
W praktyce wyliczania kredytów bankowych występują drobne różnice w stosunku do wzoru (1). Są one związane głównie z:
- przyjęciem roku bankowego, co nieco podwyższa oprocentowanie,
- wyliczaniem równych rat na jeden dzień. Miesiące nie są równej długości co sprawia, że okresy czasu pomiędzy dniami wymagalnej spłaty kolejnych rat także się różnią, więc raty w poszczególnych okresach różnią się jednak od siebie. Również dni wolne od pracy, wypadające w dniu wymagalnej spłaty raty, przesuwają ten dzień i w konsekwencji zmieniają wysokość rat,
- zaokrągleniami w wyliczeniach,
- innym okresem spłaty pierwszej raty kredytu (rozpoczyna się od momentu wypłacenia kredytu, co na ogół nie pokrywa się z początkiem miesiąca),
- koniecznością takiego wyliczenia rat, aby mimo wszystkich wymienionych wyżej różnic w stosunku do wzoru (1) raty kapitałowe zsumowały się jednak do kwoty zadłużenia.